# Giovanna Trillini
Giovanna Trillini   (Jesi, 17 de maig de 1970) és una tiradora d'esgrima italiana, ja retirada, guanyadora de vuit medalles olímpiques.
Va participar, als 22 anys, en els Jocs Olímpics d'Estiu de 1992 celebrats a Barcelona (Catalunya), on va aconseguir guanyar la medalla d'or en les proves individual i per equips de la modalitat de floret. En els Jocs Olímpics d'Estiu de 1996 realitzats a Atlanta (Estats Units) aconseguí revalidar la seva medalla d'or en la prova per equips, guanyant la medalla de bronze en la prova individual, uns metalls que repetí en els Jocs Olímpics d'Estiu de 2000 realitzats a Sydney (Austràlia). En els Jocs Olímpics d'Estiu de 2004 realitzats a Atenes (Grècia) guanyà la medalla de plata en la prova individual (en una edició que no hi hagué competició per equips) al perdre la final davant la seva companya Valentina Vezzali. En els Jocs Olímpics d'Estiu de 2008 realitzats a Pequín (República Popular de la Xina) guanyà la medalla de bronze en la prova per equips i finalitzà quarta en la prova individual, aconseguint així un diploma olímpic.
Al llarg de la seva carrera ha guanyat dinou medalles en el Campionat del Món d'esgrima, entre elles nou medalles d'or; i sis medalles en el Campionat d'Europa de l'especialitat, dues d'elles d'or.